# 长瓣短柱茶
长瓣短柱茶（学名：Camellia grijsii）为山茶科山茶属的植物，是中国的特有植物。分布于中国大陆的福建、湖北、四川、广西、江西等地，生长于海拔200米至1,300米的地区，见于山坡林缘、山谷林下、山坡、林中、林缘、路边、山坡林中、林缘灌丛、山谷、沟边、山坡疏林中和溪边，目前尚未由人工引种栽培。

## 别名
闽鄂山茶（中国高等植物图鉴）

## 异名
- Camellia grijsii Hance var. shensiensis (H. T. Chang) Ming
- Camellia shensiensis H. T. Chang
- Camellia yuhsienensis Hu